# DC Comics
DC Comics ist neben Marvel Comics einer der größten US-amerikanischen Comicverlage. Besonders bekannt ist er aufgrund der Comicserien Batman und Superman. Weitere bekannte Figuren und Reihen sind u. a. Wonder Woman, Joker, The Flash, Aquaman, Supergirl und Green Lantern sowie die Justice League.
Gegründet wurde der Verlag 1934 von Malcolm Wheeler-Nicholson als National Allied Publications. Der heutige Name „DC Comics“ leitet sich von einer der ersten, sehr erfolgreichen Comicserien des Verlages, Detective Comics, ab, die seit 1937 erscheint. Der Verlag ist seit 1969 ein Teil des Warner-Bros.-Discovery-Unternehmens und seit 2022 eine Tochtergesellschaft von Warner Bros. Discovery. Seinen Hauptsitz hat der Verlag in New York City. Seit 2009 ist Diane Nelson Präsidentin.

## Geschichte

### Anfänge in den 1930er Jahren
Nach der Gründung von National Allied Publications durch Malcolm Wheeler-Nicholson wurde 1935 mit der Veröffentlichung der Comicserie New Fun: The Big Comic Magazine, damals noch im Großformat, begonnen. Der zweite Titel des Verlags, New Comics, führte das bis in die Gegenwart übliche Format amerikanischer Comichefte (ca. 17 × 26 cm) ein und wurde nach einer Umbenennung in Adventure Comics bis 1983 veröffentlicht. 1937 schloss sich Wheeler-Nicholson zur Begleichung von Schulden mit dem Verleger Harry Donenfeld zusammen und gründete den Verlag Detective Comics, Inc., der die gleichnamige Serie Detective Comics veröffentlichte. Ein Jahr später sah sich Wheeler-Nicholson gezwungen, den neuen Verlag zu verlassen, und Detective Comics., Inc. kaufte National Allied Publications als Teil der Konkursmasse auf.
1938 wurde eine weitere Reihe mit dem Titel Action Comics veröffentlicht. Bereits im ersten Heft trat erstmals ein kostümierter Superheld namens Superman auf, der sich für den Verlag zu einem großen Verkaufserfolg entwickelte. Bald folgten weitere kostümierte Helden wie Batman, Wonder Woman, The Flash und Green Lantern sowie das erste Superheldenteam, die Justice Society of America. Gemeinsam mit den im selben Zeitraum, zur Zeit des Zweiten Weltkriegs, veröffentlichten Superheldencomics des Konkurrenzverlags Timely (heute Marvel Comics) werden die National-Comics der damaligen Zeit als das Goldene Zeitalter der Superheldencomics in den USA bezeichnet.

### Weltkrieg und Rückgang der Verkaufszahlen in den 1940er Jahren
In der Zwischenzeit schlossen sich Detective Comics, Inc. und National Allied Publications zu National Publications zusammen. 1944 wurde zudem der Verlag All-American Publications hinzugekauft. Mit dem ebenfalls Donenfeld gehörenden Verlag Independent News erfolgte schließlich der Zusammenschluss zu National Periodical Publications, doch schon damals trugen die Hefte auch die inoffizielle Verlagsbezeichnung „DC Superman“.
Nach Ende des Zweiten Weltkriegs nahm das Interesse der Leser an Superhelden wieder ab, und der Verlag konzentrierte sich auf andere Genres. Nur die populärsten Superhelden wie Superman, Batman und Wonder Woman (bis heute „die großen Drei“ von DC) erschienen weiterhin.

### Neustart in den 1950er Jahren
In der zweiten Hälfte der 1950er Jahre unternahm DC erste Versuche eines Neustarts mit den Superhelden. Der Flash und Green Lantern wurden zunächst versuchsweise in neuen Versionen neu gestartet, und angesichts des großen Erfolges schloss der Verlag bald seine erfolgreichsten Helden in einem neuen Team, der Justice League of America, zusammen.

### Zusammenschluss mit Warner Brothers in den 1960er Jahren
Der Konkurrenzverlag Marvel (vormals Timely) versuchte Anfang der 1960er Jahre, mit eigenen neu geschaffenen Superhelden an den Erfolg der DC-Helden anzuknüpfen. Die Veröffentlichungen beider Verlage in der damaligen Zeit werden im Rückblick auch als das Silberne Zeitalter der Superheldencomics bezeichnet.
Im Jahr 1963 produzierte der Künstler Roy Lichtenstein zwei bekannte Pop-Art-Gemälde namens Drowning Girl und Whaam! (1963), die jeweils Ausgaben von DC Comics parodierten. Drowning Girl, in dem ein schwarzhaariges Mädchen ertrinkt, aber laut ihrer Sprechblase „lieber untergeht, als Brad um Hilfe zu bitten“, basiert auf der Titelseite des DC-Comics Secret Hearts #83 (November 1962). Whaam!, in dem ein US-Kampfjet ein gegnerisches Flugzeug abschießt, übernimmt im Wesentlichen ein Panel aus dem DC-Comic All-American Men of War #89 (Februar 1962).
1969 schloss sich National Publications mit Warner Bros. (damals Warner Bros.-Seven Arts) zusammen. 1976 benannte sich der Verlag dann offiziell in „DC Comics, Inc.“ um.

### Frischer Wind in den 1970er Jahren

Logo von 1977 bis 2005

Erst Ende der 1960er, Anfang der 1970er Jahre wurden zahlreiche alte Veteranen des Verlags durch neue junge Mitarbeiter ersetzt. Diese waren stark von Marvel beeinflusst. Künstler wie Dennis O’Neil oder Jack Kirby erfanden neue Charaktere oder entwickelten die alten Helden weiter. So wurden auch bei DC die Geschichten der Charaktere miteinander verknüpft, die verschiedenen Heftserien nahmen Bezug aufeinander. Allerdings geriet diese schnelle Entwicklung aus den Fugen. Zu viele Paralleluniversen, Zeitkontinuitäten und alternative Erden wurden erfunden und schreckten neue Leser ab. Die Geschichten waren schwer nachvollziehbar und der Überblick ging verloren.
Die Superheldencomics der Zeit (und bis Anfang der 80er Jahre) werden auch als das Bronzene Zeitalter der Superheldencomics bezeichnet.

### Neustrukturierung der Comics in den 1980er Jahren
Die unzähligen Paralleluniversen wurden Mitte der 1980er Jahre abgeschafft. Das sollte Klarheit und einen Reiz für Neuleser darstellen. DC veröffentlichte dazu die Serie Crisis on Infinite Earths (1985/1986) und strukturierte alle Serien des Verlages neu. Ein konstantes Universum ohne parallele Welten wurde erschaffen, was zur Folge hatte, dass es nur noch eine Zeitlinie und eine Erde gab. In den einzelnen Serien wurden die Entstehungsgeschichten der einzelnen Helden neu interpretiert, insbesondere ist dabei Superman hervorzuheben, dessen Geschichte in der sechsteiligen Miniserie The Man of Steel (1986) von John Byrne neu aufgerollt wurde. Es begann das Moderne Zeitalter der Superheldencomics.
Ende der 1980er Jahre gelang es DC, Marvels führende Marktposition einzunehmen, da die Serien The Dark Knight returns (1986) von Frank Miller und Watchmen (1986/1987) von Alan Moore und Dave Gibbons die Veränderung beim Verlag klarstellten. Gerade die neue, kreative Freiheit, die den Künstlern zugesprochen wurde, erhielt viel Aufmerksamkeit.

### Zeit der Comic-Events und Rückgang der Verkaufszahlen in den 1990er Jahren
Da die Crisis on Infinite Earths nicht alle Lücken in der Storyline geschlossen hatte, wurden mit der Veröffentlichung von Zero Hour (1994) offene Fragen beantwortet und einige Erzählstränge vollendet. Seit der „Crisis“ Mitte der 80er erscheinen (gerade in den verkaufsschwachen Sommermonaten) jährlich Geschichten, die sich auf mehrere Heftserien und Sonderbände erstrecken, sogenannte Comic-Events. Weitere dieser Events wie Underworld Unleashed (1995), Final Night (1996) oder DC One Million (1998) erzielten starke Beachtung.
Anfang der 1990er Jahre war in der Comicindustrie ein großer Aufschwung bemerkbar, dank einer Kombination vom Erwerb der Hefte als Sammlerstück und den verschiedenen Handlungen, die auch in anderen Medien eine hohe Aufmerksamkeit erlangten. DC erlangte erhöhte Verkaufszahlen, als die Geschichten, in denen Superman getötet (1992/1993) und Batman verkrüppelt (1993/1994) wurden, auf den Markt kamen. Die Verkaufszahlen gingen aber infolge der Spekulationsblase zurück, was am starken Konjunkturrückgang und der Interessenlosigkeit der Öffentlichkeit an Comics lag. So stand der Konkurrent Marvel in den 1990er Jahren kurz vor dem Bankrott.

### Verkaufshits in den 2000er Jahren
Als die von Jim Lee und Jeph Loeb geschaffene 12-teilige Miniserie Batman: Hush (2002/2003) erschien, wurde nach langer Zeit wieder ein Erfolg bei den Lesern erreicht und die beliebten X-Men-Comics von Marvel in den Leser-Charts von der ersten Position abgelöst.
Da sich Anfang des 21. Jahrhunderts wieder zu viele Unklarheiten in DCs Comic-Universum angesammelt hatten, begann DC mit der Identity Crisis (2004/2005) ein Grundwerk für einen Meilenstein zu errichten, welcher das bisherige DC-Universum verändern und neue Leser hinzugewinnen sollte. Die Infinite Crisis (2005/2006) war als eine Fortsetzung zur Crisis on Infinite Earths aus den 80er Jahren gedacht. Die Geschichte wurde wieder aufgegriffen und hinterließ Spuren im ganzen DC-Universum. Die drei großen Helden von DC – Superman, Batman und Wonder Woman – verließen ihr Umfeld in der Folge für ein Jahr, was dank des One Year Later-Konzeptes (2006) allerdings keine Auswirkungen auf die monatlichen Serien hatte, denn die Serien machten einen Sprung um ein Jahr in die Zukunft. Was in der Zwischenzeit ohne die drei wichtigen Charaktere geschah, wurde im Großprojekt 52 (2006/2007), welches von Starautoren wie Grant Morrison oder Geoff Johns geschrieben wurde und sich mit den weniger bekannten Helden wie Question befasste, erzählt. Die Serie 52 verlief in Echtzeit, was bedeutete, dass die Serie in den USA wöchentlich erschien, was eine Menge Arbeit für Autoren und Zeichner bedeutete. Ebenso wurde mit den folgenden Serien Countdown zur Final Crisis (2007/2008) und Trinity (2008/2009) verfahren, die beide ebenfalls 52 Ausgaben hatten; am Ende stand die Final Crisis (2008/2009) mit dem Tod von Batman und der New Gods.

Logo von 2005 bis 2012

Ab 2005 erscheinen bei DC die „All-Star“-Serien, im Rahmen derer die bekanntesten Charaktere des DC-Universums thematisch behandelt wurden. Das Besondere dabei war, dass die Autoren sich nicht an die Kontinuität der einzelnen Serien halten mussten und die Helden neu definieren konnten, trotzdem handelte es sich nicht um Elseworlds-Geschichten. Die Reihen erschienen wegen des enormen Aufwands unregelmäßig. Im Juli 2005 erschien All-Star Batman & Robin the Boy Wonder (2005–2008), welches von den Topstars Frank Miller und Jim Lee erschaffen wurde und die Anfangsgeschichte von Batman und Robin neu erzählt. Diese Serie spaltete die Meinung der Fans, da Miller einen Batman präsentierte, der sehr düster und mürrisch wirkte. Im November 2005 folgte All-Star Superman (2005–2008) von Grant Morrison und Frank Quitely. „All-Star“-Reihen von Wonder Woman und Batgirl waren in Planung, bevor das Projekt 2008 gänzlich gestoppt wurde.

### Entwicklung in den 2010er Jahren
Die DC-Helden bekamen es im Rahmen der Events Blackest Night (2009/2010) und des darauf folgenden Brightest Day (2010/2011) mit wiederauferstandenen Toten zu tun.
Am 1. Juni 2011 gab der Verlag DC bekannt, dass alle laufenden Serien zum DC-Universum im August 2011 eingestellt und im September 52 Serien neu begonnen werden. Damit hatten alle DC Comics eine Nummer 1 im Rahmen der sogenannten „New 52“. Das war eine direkte Folge der Geschehnisse der Miniserie Flashpoint (2011), welche aus insgesamt fünf Hauptausgaben und etlichen Nebenhandlungssträngen bestand.
2014 wurden die Pläne zum DC Extended Universe veröffentlicht, wobei zu mehreren Comicreihen Kinofilme erscheinen sollen.

Logo vor Mai 2016 bis Juli 2024

Im Mai 2016 wurden im Rahmen des DC Rebirth alle aktuellen Comics von DC wieder auf null gesetzt, einzige Ausnahmen waren die Superman-Reihe Action Comics und die Batman-Serie Detective Comics. Charaktere wie Kid Flash (Wally West), Aqualad (Jackson Hyde), Atom (Ryan Choi), Huntress (Helena Bertinelli) und Doctor Fate (Kent Nelson) wurden wieder in das DC-Universum aufgenommen. Dick Grayson wurde wieder zu Nightwing, nachdem er für einige Zeit als Geheimagent bei der Organisation Spyral tätig war, Stephanie Brown (Spoiler) und auch Cassandra Cain wurden wieder in die Batman-Comics integriert, ebenso das Paar Green Arrow/Black Canary. Superman (Clark Kent) und Lois Lane wurden aus den beiden vorherigen Versionen zusammengeführt. Diese Veränderungen des Universums wurden durch das Eingreifen von Dr. Manhattan erklärt und in der Maxiserie Doomsday Clock erzählt.

## Imprints
Seit 1993 wird auch eine ältere Zielgruppe mit dem Imprint Vertigo (unter anderem Sandman, Hellblazer und Preacher) angesprochen. Ebenfalls gehörte der von Jim Lee gegründete und inzwischen aufgelöste Verlag Wildstorm (unter anderem The Authority und Astro City) und dessen Label und von Alan Moore gegründete Verlag America’s Best Comics (unter anderem Tom Strong und Promethea) zu DC Comics. Weitere Imprints von DC sind zum Beispiel die Verlage CMX (spezialisiert auf Mangas), Minx und Johnny DC (ausschließlich kinderfreundliche Comics). Einige weitere Imprints sind inzwischen eingestellt. Die bekanntesten darunter sind wohl Helix (wo die Erfolgsserie Transmetropolitan bis Folge 13 veröffentlicht wurde) und Paradox Press (unter anderem A History of Violence, Road to Perdition). Ebenfalls hat DC eine Reihe an Firmen erworben, darunter MAD, dem Herausgeber des MAD-Magazine.
Ein weiteres Imprint war von 1993 bis 1997 Milestone Comics welches von Milestone Media produziert wurde. Diese Comicreihen hatten afroamerikanische Helden als Hauptfiguren. Die bekannteste ist Static, welche als TV-Serie weitergeführt wurde.

## Veröffentlichungen

### USA
Seit Beginn der Herausgabe des ersten Comicheftes New Fun: The Big Comic Magazine im Jahr 1935 hat es eine sehr große Zahl von Serien und Einzelheften gegeben, siehe dazu hier:
- Batman (Comicserien), darunter Detective Comics (in dessen Nummer 27 hatte Batman 1939 seinen ersten Auftritt und der Verlag übernahm den Hefttitel in Form der Abkürzung DC als Namen)
- Superman (Comicserien), darunter Action Comics (in dessen Nummer 1 hatte Superman 1938 seinen ersten Auftritt)

### Deutschsprachiger Raum
Die deutschen Verwertungsrechte besitzt seit 2001 der Panini Verlag, der auch die Marvel Comics herausgibt. Im deutschsprachigen Raum wurden DC Comics aber auch von folgenden Verlagen veröffentlicht:
- Supermann Verlag 1950: Drei Hefte (die ersten, die je in Deutschland veröffentlicht wurden)
- Aller Verlag 1953–1954: Heftreihe unter dem Namen Buntes Allerlei
- Ehapa Verlag 1966–2000: Heftformat, Taschenbuch und Alben bis 1985, ab 1987 gab es eine kurzlebige Superman-Reihe, ab 1997 folgten Ausgaben zu Batman im Prestige- und Albenformat, darunter auch Batman: Das lange Halloween
- Bildschriftenverlag 1968–1973: Heftformat (darunter Wassermann, Schwarzer Falke, Blitzmann, Grüne Laterne, Metamorpho und die Metallmenschen)
- Incos 1971: Nachdruck der ersten drei Superman-Hefte von 1950 in einem Sammelband
- Williams Verlag 1973–unbekannt: Heftformat (Horrorgeschichten, Green Lantern und ein Shazam-Heft, das am Kiosk nicht zugelassen war und daher nur in Ramschläden zu erwerben war)
- Reiner Feest Verlag 1986–unbekannt: Alben (1992 Start der Sandman-Reihe in Deutschland)
- Nostalgie Comic 1986: Erneute Neuauflage der Superman-Hefte von 1950
- Norbert Hethke Verlag 1989–1992: Überformat und Alben (Batman, Superman, Green Arrow etc.)
- Carlsen Verlag 1989–2000: Alben und Prestige-Format (überwiegend Batman)
- Speed-Tilsner Verlag 1995–2005: Prestige-Format und Alben (vorzugsweise Vertigo-Comics, wie zum Beispiel Preacher, Transmetropolitan, Y: The Last Man etc.); zudem erschienen von 2000 bis 2005 die ABC-Comics (zum Beispiel The League of Extraordinary Gentlemen)
- Dino Verlag 1995–2001: Heftformat und Alben; der Verlag brachte die Hefte wieder im Original-US-Format; die bekannte Reihe Batman Adventures war die erste Comicserie von DC
- Schreiber & Leser 1998–2005: Alben, elf Hellblazer-Ausgaben und einige Hardcover (Vertigo)
- mg/publishing 2001–2005: Heftformat, Prestige-Format, Alben (The Authority, Planetary, Stormwatch etc.; hauptsächlich Wildstorm)
- Panini Verlag seit 2001: Heftformat, Prestige-Format, Alben, Paperbacks etc. (diverse Reihen wie Batman, Superman, DC Premium etc.)
- Salleck Publications seit 2002: Der Verlag veröffentlicht die Spirit-Archive
- Heyne Verlag 2002: Dort erschien Road to Perdition

## Verfilmungen und Serien (Auswahl)
Im Laufe der Zeit wurden viele Superhelden und andere Comicvorlagen von DC und deren Imprints verfilmt oder als Serie herausgebracht:

### Realfilme
| Jahr | Original-Titel                                                       | Deutscher Titel                                 |
| ---- | -------------------------------------------------------------------- | ----------------------------------------------- |
| 1951 | Superman and the Mole-Men                                            | Superman and the Mole-Men                       |
| 1954 | Stamp Day for Superman                                               | Stamp Day for Superman                          |
| 1958 | The Adventures of Superpup                                           | The Adventures of Superpup                      |
| 1961 | The Adventures of Superboy                                           | The Adventures of Superboy                      |
| 1966 | Batman                                                               | Batman hält die Welt in Atem                    |
| 1974 | Wonder Woman                                                         | Wonder Woman                                    |
| 1975 | The New Original Wonder Woman                                        | Wonder Woman                                    |
| 1978 | Superman – The Movie                                                 | Superman                                        |
| 1980 | Superman II                                                          | Superman II – Allein gegen alle                 |
| 1982 | Swamp Thing                                                          | Das Ding aus dem Sumpf                          |
| 1983 | Superman III                                                         | Superman III – Der stählerne Blitz              |
| 1984 | Supergirl                                                            | Supergirl                                       |
| 1987 | Superman IV – The Quest for Peace                                    | Superman IV – Die Welt am Abgrund               |
| 1989 | Batman                                                               | Batman                                          |
| 1989 | The Return of Swamp Thing                                            | Das grüne Ding aus dem Sumpf                    |
| 1990 | The Flash                                                            | The Flash                                       |
| 1991 | The Flash II – Revenge of the Trickster                              | The Flash II – Die Rache des Tricksers          |
| 1992 | The Flash III – Deadly Nightshade                                    | The Flash III – Deadly Nightshade               |
| 1992 | Batman Returns                                                       | Batmans Rückkehr                                |
| 1995 | Batman Forever                                                       | Batman Forever                                  |
| 1997 | Batman & Robin                                                       | Batman & Robin                                  |
| 1997 | Justice League of America                                            | Justice League of America                       |
| 1997 | Steel                                                                | Steel Man                                       |
| 2002 | Road to Perdition                                                    | Road to Perdition                               |
| 2003 | The League of Extraordinary Gentlemen                                | Die Liga der außergewöhnlichen Gentlemen        |
| 2004 | Catwoman                                                             | Catwoman                                        |
| 2004 | Constantine                                                          | Constantine                                     |
| 2005 | Batman Begins                                                        | Batman Begins                                   |
| 2005 | A History of Violence                                                | A History of Violence                           |
| 2005 | V for Vendetta                                                       | V wie Vendetta                                  |
| 2006 | Superman Returns                                                     | Superman Returns                                |
| 2008 | The Dark Knight                                                      | The Dark Knight                                 |
| 2009 | Watchmen                                                             | Watchmen – Die Wächter                          |
| 2010 | Jonah Hex                                                            | Jonah Hex                                       |
| 2010 | R.E.D.                                                               | R.E.D. – Älter, Härter, Besser                  |
| 2011 | The Losers                                                           | The Losers                                      |
| 2011 | Green Lantern                                                        | Green Lantern                                   |
| 2012 | The Dark Knight Rises                                                | The Dark Knight Rises                           |
| 2013 | Man of Steel                                                         | Man of Steel                                    |
| 2013 | RED 2                                                                | R.E.D. 2                                        |
| 2016 | Batman v Superman: Dawn of Justice                                   | Batman v Superman: Dawn of Justice              |
| 2016 | Suicide Squad                                                        | Suicide Squad                                   |
| 2017 | Wonder Woman                                                         | Wonder Woman                                    |
| 2017 | Justice League                                                       | Justice League                                  |
| 2018 | Aquaman                                                              | Aquaman                                         |
| 2019 | Shazam!                                                              | Shazam!                                         |
| 2019 | Joker                                                                | Joker                                           |
| 2020 | Birds of Prey (and the Fantabulous Emancipation of One Harley Quinn) | Birds of Prey: The Emancipation of Harley Quinn |
| 2021 | Wonder Woman 1984                                                    | Wonder Woman 1984                               |
| 2021 | Zack Snyder’s Justice League                                         | Zack Snyder’s Justice League                    |
| 2021 | The Suicide Squad                                                    | The Suicide Squad                               |
| 2022 | The Batman                                                           | The Batman                                      |
| 2022 | Black Adam                                                           | Black Adam                                      |
| 2023 | Shazam! 2 – Fury of The Gods                                         | Shazam! Fury of the Gods                        |
| 2023 | The Flash                                                            | The Flash                                       |
| 2023 | Blue Beetle                                                          | Blue Beetle                                     |
| 2023 | Aquaman and the Lost Kingdom                                         | Aquaman: Lost Kingdom                           |
| 2024 | Joker: Folie à Deux                                                  | Joker: Folie à Deux                             |

### Realserien
| Jahr | Original-Titel                                | Deutscher Titel                           |
| ---- | --------------------------------------------- | ----------------------------------------- |
| 1941 | Adventures of Captain Marvel                  | Adventures of Captain Marvel              |
| 1948 | Superman                                      | Superman                                  |
| 1950 | Atom Man vs. Superman                         | Atom Man vs. Superman                     |
| 1952 | Adventures of Superman                        | Superman – Retter in der Not              |
| 1966 | Batman                                        | Batman                                    |
| 1974 | Shazam!                                       | Shazam!                                   |
| 1975 | Wonder Woman                                  | Wonder Woman                              |
| 1979 | Legends of the Superheroes                    | Legends of the Superheroes                |
| 1988 | Superboy                                      | Superboy                                  |
| 1990 | Swamp Thing                                   | Swamp Thing                               |
| 1991 | The Flash                                     | Flash – Der Rote Blitz                    |
| 1992 | Human Target                                  | Die Maske                                 |
| 1993 | Lois & Clark – The New Adventures of Superman | Superman – Die Abenteuer von Lois & Clark |
| 2001 | Smallville                                    | Smallville                                |
| 2002 | Birds of Prey                                 | Birds of Prey                             |
| 2010 | Human Target                                  | Human Target                              |
| 2012 | Arrow                                         | Arrow                                     |
| 2014 | The Flash                                     | The Flash                                 |
| 2014 | Gotham                                        | Gotham                                    |
| 2014 | Constantine                                   | Constantine                               |
| 2015 | iZombie                                       | iZombie                                   |
| 2015 | Supergirl                                     | Supergirl                                 |
| 2016 | DC’s Legends of Tomorrow                      | Legends of Tomorrow                       |
| 2016 | Lucifer                                       | Lucifer                                   |
| 2016 | Preacher                                      | Preacher                                  |
| 2017 | Powerless                                     | Powerless                                 |
| 2018 | Black Lightning                               | Black Lightning                           |
| 2018 | Krypton                                       | Krypton                                   |
| 2018 | Titans                                        | Titans                                    |
| 2019 | Doom Patrol                                   | Doom Patrol                               |
| 2019 | Swamp Thing                                   | Swamp Thing                               |
| 2019 | Pennyworth                                    | Pennyworth                                |
| 2019 | Batwoman                                      | Batwoman                                  |
| 2019 | Watchmen                                      | Watchmen                                  |
| 2020 | Stargirl                                      | Stargirl                                  |
| 2021 | Superman & Lois                               | Superman & Lois                           |
| 2022 | Naomi                                         | Naomi                                     |
| 2022 | Peacemaker                                    | Peacemaker                                |
| 2022 | DMZ                                           | DMZ                                       |
| 2022 | The Sandman                                   | Sandman                                   |
| 2023 | Gotham Knights                                | Gotham Knights                            |
| 2024 | The Penguin                                   | The Penguin                               |

### Zeichentrickfilme
| Jahr | Originaltitel                                                               | Deutscher Titel                                                                     |
| ---- | --------------------------------------------------------------------------- | ----------------------------------------------------------------------------------- |
| 1993 | Batman: Mask of the Phantasm                                                | Batman und das Phantom                                                              |
| 1997 | The Batman Superman Movie: World’s Finest                                   | The Batman/Superman Movie                                                           |
| 1998 | Batman & Mr. Freeze: SubZero                                                | Batman & Mr. Freeze – Eiszeit                                                       |
| 1998 | Gen¹³                                                                       | Gen¹³                                                                               |
| 2000 | Batman Beyond: Return of the Joker                                          | Batman of the Future – Der Joker kommt zurück                                       |
| 2003 | Batman: Mystery of the Batwoman                                             | Batman – Rätsel um Batwoman                                                         |
| 2005 | The Batman vs. Dracula                                                      | The Batman vs. Dracula                                                              |
| 2006 | Superman: Brainiac Attacks                                                  | Superman: Brainiac Attacks                                                          |
| 2006 | Teen Titans: Trouble in Tokyo                                               | Teen Titans: Trouble in Tokyo                                                       |
| 2006 | Plastic Man in ‘Puddle Trouble                                              | Plastic Man in ’Puddle Trouble                                                      |
| 2007 | Superman: Doomsday                                                          | Superman: Doomsday                                                                  |
| 2008 | Justice League: New Frontier                                                | Justice League: New Frontier                                                        |
| 2008 | Batman: Gotham Knight                                                       | Batman: Gotham Knight                                                               |
| 2009 | Wonder Woman                                                                | Wonder Woman                                                                        |
| 2009 | Green Lantern: First Flight                                                 | Green Lantern: First Flight                                                         |
| 2009 | Superman/Batman: Public Enemies                                             | Superman/Batman: Public Enemies                                                     |
| 2010 | Justice League: Crisis on Two Earths                                        | Justice League: Crisis on Two Earths                                                |
| 2010 | Batman: Under the Red Hood                                                  | Batman: Under the Red Hood                                                          |
| 2010 | Superman/Batman: Apocalypse                                                 | Superman/Batman: Apocalypse                                                         |
| 2011 | All Star Superman                                                           | All Star Superman                                                                   |
| 2011 | Green Lantern: Emerald Knights                                              | Green Lantern: Emerald Knights                                                      |
| 2011 | Batman: Year One                                                            | Batman: Year One                                                                    |
| 2012 | Justice League: Doom                                                        | Justice League: Doom                                                                |
| 2012 | Superman vs. The Elite                                                      | Superman vs. The Elite                                                              |
| 2012 | Batman: The Dark Knight Returns Part 1                                      | Batman: The Dark Knight Returns Part 1                                              |
| 2013 | Batman: The Dark Knight Returns Part 2                                      | Batman: The Dark Knight Returns Part 2                                              |
| 2013 | LEGO Batman: The Movie – DC Super Heroes Unite                              | LEGO Batman: Der Film – Vereinigung der DC Superhelden                              |
| 2013 | Superman: Unbound                                                           | Superman: Unbound                                                                   |
| 2013 | Justice League: The Flashpoint Paradox                                      | Justice League: The Flashpoint Paradox                                              |
| 2014 | JLA Adventures: Trapped in Time                                             | JLA Adventures: Trapped in Time                                                     |
| 2014 | Justice League: War                                                         | Justice League: War                                                                 |
| 2014 | Son of Batman                                                               | Son of Batman                                                                       |
| 2014 | Batman: Assault on Arkham                                                   | Batman: Assault on Arkham                                                           |
| 2014 | LEGO DC Comics Super Heroes: Batman Be-Leaguered                            | LEGO DC Comics Super Heroes: Batman und die Gerechtigkeitsliga                      |
| 2015 | Justice League: Throne of Atlantis                                          | Justice League: Throne of Atlantis                                                  |
| 2015 | LEGO DC Comics Super Heroes: Justice League vs. Bizarro League              | LEGO DC Comics Super Heroes – Gerechtigkeitsliga vs. Bizarro Liga                   |
| 2015 | Batman vs. Robin                                                            | Batman vs. Robin                                                                    |
| 2015 | Batman Unlimited: Animal Instincts                                          | Batman Unlimited: Animal Instincts                                                  |
| 2015 | Justice League: Gods and Monsters                                           | Justice League – Götter und Monster                                                 |
| 2015 | Batman Unlimited: Monster Mayhem                                            | Batman Unlimited: Monster Mayham                                                    |
| 2015 | LEGO DC Comics Super Heroes: Justice League – Attack of the Legion of Doom! | LEGO DC Comics Super Heroes: Gerechtigkeitsliga – Angriff der Legion der Verdammnis |
| 2016 | Batman: Bad Blood                                                           | Batman: Bad Blood                                                                   |
| 2016 | LEGO DC Comics Super Heroes: Justice League – Cosmic Clash                  | LEGO DC Comics Super Heroes: Justice League – Cosmic Clash                          |
| 2016 | Justice League vs. Teen Titans                                              | Justice League vs. Teen Titans                                                      |
| 2016 | LEGO DC Comics Super Heroes: Justice League – Gotham City Breakout          | LEGO DC Comics Super Heroes: Justice League – Gefängnisausbruch in Gotham City      |
| 2016 | Batman: The Killing Joke                                                    | Batman: The Killing Joke                                                            |
| 2016 | LEGO DC Super Hero Girls: Hero of the Year                                  | LEGO DC Super Hero Girls: Heldin des Jahres                                         |
| 2016 | Batman Unlimited: Mechs vs. Mutants                                         | Batman Unlimited: Mechs vs. Mutants                                                 |
| 2016 | Batman: Return of the Caped Crusaders                                       | Batman: Return of the Caped Crusaders                                               |
| 2017 | Justice League Dark                                                         | Justice League Dark                                                                 |
| 2017 | The LEGO Batman Movie                                                       | The LEGO Batman Movie                                                               |
| 2017 | Teen Titans: The Judas Contract                                             | Teen Titans: Der Judas-Auftrag                                                      |
| 2017 | LEGO DC Super Hero Girls: Intergalactic Games                               | LEGO DC Super Hero Girls: Intergalaktische Spiele                                   |
| 2017 | Batman and Harley Quinn                                                     | Batman und Harley Quinn                                                             |
| 2017 | LEGO DC Super Hero Girls: Brain Drain                                       | LEGO DC Super Hero Girls: Im Bann des Diamanten                                     |
| 2017 | Batman vs. Two-Face                                                         | Batman vs. Two-Face                                                                 |
| 2018 | Scooby-Doo! & Batman: The Brave and the Bold                                | Scooby-Doo! & Batman: The Brave and the Bold                                        |
| 2018 | Batman: Gotham by Gaslight                                                  | Batman: Gotham by Gaslight                                                          |
| 2018 | LEGO DC Comics Super Heroes: The Flash                                      | LEGO DC Comics Super Heroes: The Flash                                              |
| 2018 | Suicide Squad: Hell to Pay                                                  | Suicide Squad: Hell to Pay                                                          |
| 2018 | Batman Ninja                                                                | Batman Ninja                                                                        |
| 2017 | LEGO DC Super Hero Girls: Super-Villain High                                | LEGO DC Super Hero Girls: Die Superschurken-Schule                                  |
| 2018 | The Death of Superman                                                       | The Death of Superman                                                               |
| 2018 | LEGO DC Super Hero Girls: Legends of Atlantis                               | LEGO DC Super Hero Girls: Legenden von Atlantis                                     |
| 2018 | Teen Titans Go! To the Movies                                               | Teen Titans Go! To the Movies                                                       |
| 2019 | Reign of the Supermen                                                       | Reign of the Supermen                                                               |
| 2019 | Batman: Hush                                                                | Batman: Hush                                                                        |
| 2019 | Wonder Woman: Bloodlines                                                    | Wonder Woman: Bloodlines                                                            |
| 2020 | Superman: Red Son                                                           | Superman: Red Son                                                                   |
| 2020 | Justice League Dark: Apokolips War                                          | Justice League Dark: Apokolips War                                                  |
| 2020 | Superman: Man of Tomorrow                                                   | Superman: Man of Tomorrow                                                           |
| 2021 | Batman: Soul of the Dragon                                                  | Batman: Soul of the Dragon                                                          |
| 2021 | Justice Society: World War II                                               | Justice Society: World War II                                                       |
| 2021 | Batman: The Long Halloween Part 1                                           | Batman: The Long Halloween Part 1                                                   |
| 2021 | Batman: The Long Halloween Part 2                                           | Batman: The Long Halloween Part 2                                                   |
| 2021 | Injustice                                                                   | Injustice                                                                           |
| 2022 | Catwoman: Hunted                                                            | Batman: Catwoman: Hunted                                                            |

### Zeichentrickserien
| Jahr | Originaltitel                                  | Deutscher Titel                                |
| ---- | ---------------------------------------------- | ---------------------------------------------- |
| 1966 | The Adventures of Superboy                     | The Adventures of Superboy                     |
| 1966 | The New Adventures of Superman                 | Ein Job für Superman                           |
| 1968 | Aquaman                                        | Aquaman                                        |
| 1968 | The Adventures of Batman                       | Batman with Robin the Boy Wonder               |
| 1973 | Super Friends                                  | Das Powerteam – Superman & Co.                 |
| 1977 | The New Adventures of Batman                   | Ein Fall für Batman                            |
| 1977 | The All-New Super Friends Hour                 | The All-New Super Friends Hour                 |
| 1978 | Challenge of the Super Friends                 | Challenge of the Super Friends                 |
| 1979 | The Plastic Man Comedy/Adventure Show          | The Plastic Man Comedy/Adventure Show          |
| 1979 | The World’s Greatest Super Friends             | The World’s Greatest Super Friends             |
| 1980 | Batman and the Super 7                         | Batman and the Super 7                         |
| 1980 | Super Friends                                  | Super Friends                                  |
| 1981 | The Kid Super Power Hour with Shazam!          | The Kid Super Power Hour with Shazam!          |
| 1984 | Super Friends: The Legendary Super Powers Show | Super Friends: The Legendary Super Powers Show |
| 1985 | The Super Powers Team: Galactic Guardians      | The Super Powers Team: Galactic Guardians      |
| 1988 | Superman                                       | Superman                                       |
| 1990 | Swamp Thing                                    | Swamp Thing                                    |
| 1991 | Swamp Thing                                    | Swamp Thing                                    |
| 1992 | Batman: The Animated Series                    | Batman                                         |
| 1994 | WildC.A.T.s                                    | WildC.A.T.s                                    |
| 1995 | The Superman/Batman Adventures                 | The Superman/Batman Adventures                 |
| 1996 | Superman: The Animated Series                  | Superman                                       |
| 1997 | The New Batman Adventures                      | Batman & Robin                                 |
| 1997 | The New Batman/Superman Adventures             | The New Batman/Superman Adventures             |
| 1999 | Batman Beyond                                  | Batman of the Future                           |
| 2000 | Static Shock                                   | Static Shock                                   |
| 2000 | Gotham Girls                                   | Gotham Girls                                   |
| 2001 | The Zeta Project                               | The Zeta Project                               |
| 2001 | Justice League                                 | Die Liga der Gerechten                         |
| 2003 | The Aquaman & Friends Action Hour              | The Aquaman & Friends Action Hour              |
| 2003 | Teen Titans                                    | Teen Titans                                    |
| 2001 | Justice League Unlimited                       | Die Liga der Gerechten                         |
| 2004 | The Batman                                     | The Batman                                     |
| 2005 | Krypto the Superdog                            | Krypto, der Superhund                          |
| 2006 | Legion of Super Heroes                         | Legion of Super Heroes                         |
| 2008 | Watchmen: Motion Comic                         | Watchmen: Motion Comic                         |
| 2008 | Batman: The Brave and the Bold                 | Batman: The Brave and the Bold                 |
| 2010 | Mad                                            | Mad                                            |
| 2010 | Young Justice                                  | Young Justice                                  |
| 2011 | Green Lantern: The Animated Series             | Green Lantern: The Animated Series             |
| 2011 | DC Nation Shorts                               | DC Nation Shorts                               |
| 2012 | Plastic Man                                    | Plastic Man                                    |
| 2013 | Beware the Batman                              | Beware the Batman                              |
| 2013 | Teen Titans Go!                                | Teen Titans Go!                                |
| 2014 | Batman Unlimited                               | Batman Unlimited                               |
| 2015 | DC Super Friends                               | DC Superfreunde                                |
| 2015 | Vixen                                          | Vixen                                          |
| 2015 | Justice League: Gods and Monsters Chronicles   | Justice League: Gods and Monsters Chronicles   |
| 2015 | DC Super Hero Girls                            | DC Super Hero Girls                            |
| 2016 | Justice League Action                          | Justice League Action                          |
| 2017 | Freedom Fighters: The Ray                      | Freedom Fighters: The Ray                      |
| 2018 | Constantine: City of Demons                    | Constantine: City of Demons                    |
| 2019 | DC Super Hero Girls                            | DC Super Hero Girls                            |
| 2019 | Harley Quinn                                   | Harley Quinn                                   |
| 2021 | Aquaman: King of Atlantis                      | Aquaman: King of Atlantis                      |

## Videospiele (Auswahl)
| Titel                                                | Jahr       | Plattform(en) | Entwickler                                                        | Publisher                                     |
| ---------------------------------------------------- | ---------- | --- | ----------------------------------------------------------------- | --------------------------------------------- |
| Superman                                             | 1979       | Atari 2600 | Atari                                                             | Atari                                         |
| Superman: The Game                                   | 1985       | Acorn Electron, BBC Micro, Commodore 16, Commodore 64, Commodore Plus/4, ZX Spectrum                             | First Star                                                        | First Star, Prism Leisure Corporation         |
| Batman                                               | 1987       | Amstrad CPC, Amstrad PCW, MSX, ZX Spectrum                                                                       | Ocean                                                             | Ocean                                         |
| Superman                                             | 1987       | NES | Kemco                                                             | Kemco                                         |
| Batman: The Caped Crusader                           | 1988       | Amiga, Amstrad CPC, Atari ST, Commodore 64, MS-DOS, ZX Spectrum                                                  | Special FX Software Ltd                                           | Ocean                                         |
| Superman                                             | 1988       | Arcade-Spiel | Taito                                                             | Taito                                         |
| Superman: The Man of Steel                           | 1989       | Acorn Electron, Amiga, Amstrad CPC, Apple II, Atari ST, BBC Micro, Commodore 64, IBM PC, MSX, ZX Spectrum        | Tynesoft                                                          | Capstone                                      |
| Batman                                               | 1989       | Amiga, Atari ST, Commodore 64, Amstrad CPC, ZX Spectrum, MSX, MS-DOS                                             | Ocean                                                             | Ocean                                         |
| Batman                                               | 1989       | NES | Sunsoft                                                           | Sunsoft                                       |
| Batman: The Video Game                               | 1990       | Mega Drive | Sunsoft                                                           | Sunsoft                                       |
| Batman                                               | 1990       | Arcade-Spiel | Nu-Mega                                                           | Atari Games                                   |
| Batman: Return of the Joker                          | 1991       | Game Boy, NES, Mega Drive                                                                                        | Ringler, Sunsoft                                                  | Sunsoft                                       |
| The Flash                                            | 1991       | Game Boy | Equilibrium Inc.                                                  | THQ                                           |
| Superman                                             | 1992       | Mega Drive | Sunsoft                                                           | Sunsoft                                       |
| Swamp Thing                                          | 1992       | Game Boy, NES | Imagineering                                                      | THQ                                           |
| Batman Returns                                       | 1993       | Amiga, Atari Lynx, Atari ST, IBM PC, NES, Mega Drive, Mega-CD, Sega Game Gear, Sega Master System, SNES          | Acme, Aspect, Atari, Dentons, Konami, Malibu, Spirit of Discovery | Konami, Sega                                  |
| The Flash                                            | 1993       | Sega Master System                                                                                               | Probe                                                             | Sega                                          |
| Batman: The Animated Series                          | 1993       | Game Boy | Konami                                                            | Konami                                        |
| The Adventures of Batman & Robin                     | 1994       | Mega Drive, Mega-CD, SNES, Sega Game Gear                                                                        | Clockwork Tortoise, Konami, Novotrade                             | Konami, Sega                                  |
| Batman Forever                                       | 1995       | Game Boy, Mega Drive, Windows, Sega Game Gear, SNES                                                              | Acclaim Entertainment, Probe                                      | Acclaim                                       |
| Justice League Task Force                            | 1995       | Mega Drive, SNES                                                                                                 | Blizzard, Condor, Sunsoft                                         | Acclaim                                       |
| Batman Forever: The Arcade Game                      | 1996       | Arcade-Spiel, Windows, PlayStation, Sega Saturn                                                                  | Iguana                                                            | Acclaim                                       |
| Batman & Robin                                       | 1998       | PlayStation | Probe, Tiger                                                      | Acclaim                                       |
| Superman                                             | 1999       | Nintendo 64 | Titus                                                             | Titus                                         |
| Batman of the Future: Return of the Joker            | 2000       | Game Boy Color, Nintendo 64, PlayStation                                                                         | Kemco                                                             | Ubisoft                                       |
| Batman: Chaos in Gotham                              | 2001       | Game Boy Color                                                                                                   | Digital Eclipse                                                   | Ubisoft                                       |
| Batman: Gotham City Racer                            | 2001       | PlayStation | Ubisoft                                                           | Ubisoft                                       |
| Batman: Vengeance                                    | 2001       | Game Boy Advance, Microsoft Windows, Nintendo GameCube, PlayStation 2, Xbox                                      | Ubisoft Montreal, Ubisoft Shanghai                                | Ubisoft                                       |
| Justice League: Injustice for All                    | 2002       | Game Boy Advance                                                                                                 | Saffire                                                           | Midway                                        |
| Superman: Shadow of Apokolips                        | 2002       | Nintendo GameCube, PlayStation 2                                                                                 | Infogrames                                                        | Atari                                         |
| Superman: The Man of Steel                           | 2002       | Xbox | Circus Freak                                                      | Atari                                         |
| Batman: Dark Tomorrow                                | 2003       | Nintendo GameCube, Xbox                                                                                          | HotGen                                                            | Kemco                                         |
| Superman: Countdown to Apokolips                     | 2003       | Game Boy Advance                                                                                                 | Mistic                                                            | Atari Interactive                             |
| Aquaman: Battle for Atlantis                         | 2003       | Nintendo GameCube, Xbox                                                                                          | Lucky Chicken                                                     | TDK                                           |
| Batman: Rise of Sin Tzu                              | 2003       | Game Boy Advance, Nintendo GameCube, PlayStation 2, Xbox                                                         | Ubisoft Montreal                                                  | Ubisoft                                       |
| Justice League: Chronicles                           | 2003       | Game Boy Advance                                                                                                 | Full Fat                                                          | Midway                                        |
| Catwoman                                             | 2004       | Game Boy Advance, Microsoft Windows, Nintendo GameCube, PlayStation 2, Xbox                                      | Argonaut, Electronic Arts, Magic Pockets                          | Electronic Arts                               |
| Constantine                                          | 2005       | Windows, PlayStation 2, Xbox                                                                                     | Bits, SCi                                                         | THQ, Warner Bros.                             |
| Batman Begins                                        | 2005       | GBA, GCN, PlayStation 2, Xbox                                                                                    | Eurocom                                                           | Electronic Arts, Warner Bros.                 |
| Teen Titans                                          | 2006       | GCN, PlayStation 2, Xbox                                                                                         | Artificial Mind and Movement                                      | THQ                                           |
| Justice League Heroes                                | 2006       | Nintendo DS, PlayStation 2, PlayStation Portable, Xbox                                                           | Snowblind                                                         | Eidos, Warner Bros.                           |
| Justice League Heroes: The Flash                     | 2006       | GBA | WayForward                                                        | Eidos, Warner Bros. Interactive Entertainment |
| Teen Titans                                          | 2006       | Game Boy Advance                                                                                                 | A2M                                                               | Majesco                                       |
| Teen Titans 2                                        | 2006       | Game Boy Advance                                                                                                 | A2M                                                               | Majesco                                       |
| Superman Returns                                     | 2006       | Nintendo DS, PlayStation 2, Xbox, Xbox 360, PSP                                                                  | EA Tiburon                                                        | Electronic Arts                               |
| Superman Returns: Fortress of Solitude               | 2006       | Game Boy Advance                                                                                                 | EA Tiburon, Santa Cruz                                            | Electronic Arts                               |
| Lego Batman: Das Videospiel                          | 2008       | Mac OS X, Windows, Nintendo DS, PlayStation 2, PlayStation 3, PlayStation Portable, Wii, Xbox 360                | Ferl, Traveller’s Tales, TT Fusion                                | Warner Bros.                                  |
| Mortal Kombat vs. DC Universe                        | 2008       | PlayStation 3, Xbox 360                                                                                          | Midway Games, Warner Bros. Interactive Entertainment              | Midway                                        |
| Watchmen: The End Is Nigh                            | 2009       | Microsoft Windows, PlayStation 3, Xbox 360                                                                       | Deadline                                                          | Warner Bros.                                  |
| Watchmen: The End Is Nigh Part 2                     | 2009       | Microsoft Windows, PlayStation 3, Xbox 360                                                                       | Deadline                                                          | Warner Bros.                                  |
| Batman: Arkham Asylum                                | 2009       | Microsoft Windows, Mac OS X, PlayStation 3, Xbox 360                                                             | Rocksteady                                                        | Eidos, Warner Bros.                           |
| Justice League: Heroes United                        | 2009       | Arcade-Spiel | Konami                                                            | Konami                                        |
| Batman: The Brave and the Bold – The Videogame       | 2010       | Nintendo DS, Wii                                                                                                 | WayForward Technologies                                           | Warner Bros.                                  |
| DC Universe Online                                   | 2011       | Microsoft Windows, PlayStation 3, PlayStation 4, Xbox One                                                        | Sony Online                                                       | Sony Online, Warner Bros.                     |
| Green Lantern: Rise of the Manhunters                | 2011       | Nintendo 3DS, NDS, PlayStation 3, Wii, Xbox 360                                                                  | Double Helix, Griptonite                                          | Warner Bros.                                  |
| Batman: Arkham City                                  | 2011       | Microsoft Windows, Mac OS X, PlayStation 3, Xbox 360, Wii U                                                      | Rocksteady                                                        | Warner Bros.                                  |
| Batman: Arkham City Lockdown                         | 2011, 2013 | iOS, Android | Netherrealm Studios                                               | Warner Bros.                                  |
| Gotham City Impostors                                | 2011       | Microsoft Windows, PlayStation 3, Xbox 360                                                                       | Monolith                                                          | Warner Bros.                                  |
| Lego Batman 2: DC Super Heroes                       | 2012       | 3DS, NDS, Microsoft Windows, Mac OS X, iOS, PlayStation 3, PlayStation Vita, Wii, Wii U, Xbox 360                | Traveller’s Tales                                                 | Warner Bros.                                  |
| The Dark Knight Rises                                | 2012       | iOS, Android | Gameloft                                                          | Warner Bros.                                  |
| Justice League: Earth’s Final Defense                | 2012       | iOS, Android | Netmarble                                                         | Warner Bros.                                  |
| Injustice: Gods Among Us                             | 2012       | PlayStation 3, Wii U, Xbox 360, Android, iOS, Microsoft Windows, PlayStation 4, PlayStation Vita                 | NetherRealm Studios                                               | Warner Bros.                                  |
| Young Justice: Legacy                                | 2012       | Microsoft Windows, 3DS, PlayStation 3, Xbox 360                                                                  | Little Orbit                                                      | Warner Bros.                                  |
| Scribblenauts Unmasked: A DC Comics Adventure        | 2012       | Microsoft Windows, 3DS, Wii U                                                                                    | 5th Cell                                                          | Warner Bros.                                  |
| Man of Steel                                         | 2013       | iOS, Android | WB Games                                                          | Warner Bros.                                  |
| The Wolf Among Us                                    | 2013       | Android, iOS, Mac OS X, Windows, PlayStation 3, PlayStation 4, PlayStation Vita, Xbox 360, Xbox One              | Telltale Games                                                    | Telltale Games                                |
| Batman: Arkham Origins                               | 2013       | Microsoft Windows, Wii U, PlayStation 3, Xbox 360                                                                | WB Games Montreal                                                 | Warner Bros.                                  |
| Batman: Arkham Origins                               | 2013       | iOS, Android | NetherRealm Studios                                               | Warner Bros.                                  |
| Batman: Arkham Origins Blackgate                     | 2013       | 3DS, Wii U, PlayStation Vita, PlayStation 3, Xbox 360, Microsoft Windows                                         | Armature Studio                                                   | Warner Bros.                                  |
| Batman                                               | 2013       | Arcade-Spiel | Specular Interactive                                              | Raw Thrills                                   |
| Lego Batman 3: Beyond Gotham                         | 2014       | 3DS, Microsoft Windows, Mac OS X, iOS, PlayStation 3, PlayStation 4, PlayStation Vita, Wii U, Xbox 360, Xbox One | Traveller’s Tales                                                 | Warner Bros.                                  |
| Doodle Jump DC Super Heroes                          | 2014       | iOS, Android | Lima Sky LLC                                                      | Lima Sky LLC                                  |
| Infinite Crisis                                      | 2015       | Microsoft Windows                                                                                                | Turbine, Inc.                                                     | Warner Bros.                                  |
| Batman: Arkham Knight                                | 2015       | Microsoft Windows, PlayStation 4, Xbox One                                                                       | Rocksteady                                                        | Warner Bros.                                  |
| Batman V Superman: Wer wird siegen?                  | 2016       | Android, iOS |                                                                   | Warner Bros.                                  |
| Batman: Arkham Underworld                            | 2016       | iOS | Turbine, Inc.                                                     | Warner Bros                                   |
| Suicide Squad: Special Ops                           | 2016       | Microsoft Windows, Mac OS X, iOS, Android                                                                        |                                                                   | Warner Bros.                                  |
| Batman: The Telltale Series                          | 2016       | Android, iOS, Mac OS X, Windows, PlayStation 3, PlayStation 4, Xbox 360, Xbox One                                | Telltale Games                                                    | Telltale Games                                |
| Batman: Arkham VR                                    | 2016       | PlayStation VR                                                                                                   | Rocksteady Studios                                                | Warner Bros.                                  |
| Batman: Return to Arkham                             | 2016       | Xbox One, PlayStation 4                                                                                          | Virtuos                                                           | Warner Bros.                                  |
| DC Legends                                           | 2016       | iOS, Android | WB Games San Francisco                                            | Warner Bros.                                  |
| Injustice 2                                          | 2017       | PlayStation 4, Xbox One                                                                                          | NetherRealm Studios                                               | Warner Bros.                                  |
| Batman The Telltale Series Season 2 The Enemy Within | 2017       | Android, iOS, Mac OS X, Microsoft Windows, PlayStation 4, Xbox One, Nintendo Switch                              | Telltale Games                                                    | Telltale Games                                |
| Lego DC Super-Villains                               | 2018       | Microsoft Windows, PlayStation 4, Xbox One, Nintendo Switch                                                      | Traveller’s Tales                                                 | Warner Bros.                                  |